# Alert Rock
Alert Rock är en klippa i Sydgeorgien och Sydsandwichöarna (Storbritannien). Den ligger i den nordvästra delen av Sydgeorgien och Sydsandwichöarna. Alert Rock ligger 8 meter över havet.
Terrängen runt Alert Rock är kuperad åt sydväst, men norrut är den platt. Havet är nära Alert Rock åt nordväst.  Trakten runt Alert Rock är nära nog obefolkad, med mindre än två invånare per kvadratkilometer.